# Relaciones internacionales de Panamá
Panamá es actualmente miembro de la Asamblea General de la Organización de las Naciones Unidas (ONU). y ha servido tres periodos en el consejo de seguridad de la ONU. En noviembre de 2006 fue elegido para servir un término de dos años en el consejo de seguridad, comenzando el 1 de enero de 2007. Mantiene calidad de miembro en varias instituciones financieras internacionales, incluyendo el Banco Mundial, Banco Interamericano de Desarrollo y el Fondo Monetario Internacional.
Panamá es miembro de la Organización de Estados Americanos y fue miembro fundador del Grupo de Río. El país fue suspendido del Sistema Económico Latinoamericano - conocido informalmente ambos como el Grupo de los Ocho y el Grupo de Río - en 1988 debido a la crisis política bajo el poder de Manuel Noriega. Panamá fue readmitida en septiembre de 1994 como reconocimiento de su regreso a la democracia.
Panamá también es uno de los miembros fundadores de la Unión de los Países Exportadores de Plátano y pertenece a la Comisión Tropical Inter-Americana del Atún, así como el Sistema Centroamericano de la integración (SICA). Es miembro del Parlamento Americano Central (Parlacen), sin embargo desde las elecciones presidenciales de mayo de 2009 está negociando su salida del Parlacen. Panamá unió a sus seis vecinos de América Central en la Cumbre de las Américas en 1994 firmando la alianza para el desarrollo sostenible conocido como Conjunta Centroamérica-EE.UU. o (CONCAUSA) para promover el desarrollo económico sostenible en la región.
Panamá es también miembro de la Corte Criminal Internacional con un Acuerdo Bilateral de Inmunidad para los militares estadounidenses (según el artículo 98).

## Las relaciones bilaterales

### Canadá
Las relaciones diplomáticas entre Panamá y Canadá comenzaron en 1961. 
- Canadá tiene una embajada en la ciudad de Panamá.
- Panamá tiene una embajada en Ottawa y los consulados generales en Montreal y Toronto.

Ambos países son miembros activos de la Organización de los Estados Americanos.

### Colombia
Colombia reconoció a Panamá como estado independiente en 1924, aunque en el senado de ese país existe el llamado "escaño de panamá". Colombia posee una embajada en Ciudad de Panamá y un consulado en David.

### Costa Rica
poseen relaciones cordiales y amistosas y una frontera abierta, es decir, donde los ciudadanos de ambos países pueden circular de un lado a otro sin requisitos excesivos.

### República Popular de China
El lunes 12 de junio de 2017 el presidente Juan Carlos Varela rompe relaciones que tenía por décadas con Taiwán por la cual el mismo día estrecha relaciones con la República Popular de China.

### Rusia
Panamá tiene una embajada en Moscú. 
Rusia tiene una embajada en Panamá. 

### Estados Unidos
Panamá y Estados Unidos cooperan en promover el desarrollo económico, político, desarrollo social y de seguridad a través de agencias internacionales. Los lazos culturales entre los dos países son fuertes, y muchos panameños van a los Estados Unidos para una educación a nivel superior y capacitación avanzada. En 2007, los EE.UU. y Panamá se asociaron para lanzar un centro regional de capacitación de ayudantes de la salud en Panamá y toda la América Central. Hay cerca de 25.000 ciudadanos americanos residentes en Panamá, muchos son jubilados de la Comisión del Canal de Panamá e individuos que mantienen ambas nacionalidades. Hay también una población creciente de jubilados americanos en la provincia de Chiriquí ubicada en el occidente de Panamá.